# 非壓縮半尾花介
非壓縮半尾花介（学名：Semicytherura anacompressa）为尾花介科半尾花介屬下的一个种。